# Dehydrogenaza 15-hydroksyprostaglandynowa
Dehydrogenaza 15-hydroksyprostaglandynowa (E.C. 1.1.1.141) – enzym katalizujący reakcję:
(5Z,13E)-(15S)-11α,15-dihydroksy-9-oksoprost-13-enoan + NAD+ ↔ (5Z,13E)-11α-hydroksy-9,15-dioksoprost-13-enoan + NADH + H+
Należy on do grupy oksydoreduktaz, a dokładniej do utleniających grupę CH-OH, używając NAD+ lub jego fosforanu jako akceptora równoważników redukcyjnych.